# Wasilij Stroganow
Wasilij Andriejewicz Stroganow (ros. Василий Андреевич Строганов, ur. 12 grudnia?/24 grudnia 1888 we wsi Dubrowo w guberni jenisejskiej, zm. 22 kwietnia 1938) – radziecki działacz partyjny i państwowy.

## Życiorys
W 1905 wstąpił do SDPRR, brał aktywny udział w działalności rewolucyjnej w Irkucku, Czycie, Władywostoku i Chabarowsku. W 1906 został aresztowany, 1917 został przewodniczącym związku metalowców w Kańsku i zastępcą przewodniczącego Rady Miejskiej Kańska, potem był przewodniczącym gminnego komitetu SDPRR(b). W 1919 walczył w "czerwonym" oddziale partyzanckim, w styczniu 1920 był przewodniczącym Komitetu Miejskiego RKP(b) w Irkucku, potem przewodniczącym Komitetu Powiatowego RKP(b) w Niżnieudinsku, 1920-1921 zastępcą przewodniczącego Komitetu Wykonawczego Irkuckiej Rady Gubernialnej, a od lipca 1921 do września 1923 sekretarzem odpowiedzialnym tomskiego gubernialnego komitetu RKP(b). Od października 1923 do marca 1925 był sekretarzem odpowiedzialnym rejonowego komitetu RKP(b) w guberni niżnonowogrodzkiej, od kwietnia 1925 do października 1927 sekretarzem odpowiedzialnym jarosławskiego gubernialnego komitetu RKP(b)/WKP(b), od 1927 do lipca 1930 sekretarzem odpowiedzialnym stalińskiego okręgowego komitetu KP(b)U, a od 29 listopada 1927 do 18 stycznia 1934 członkiem KC KP(b)U. Od 29 listopada 1927 do 22 lipca 1930 był zastępcą członka Biura Politycznego KC KP(b)U, od 19 grudnia 1927 do 26 stycznia 1934 zastępcą członka KC WKP(b), od 17 lipca do września 1930 sekretarzem odpowiedzialnym Komitetu Okręgowego KP(b)U w Charkowie, a od 22 lipca 1930 do 7 lutego 1933 członkiem Biura Politycznego KC KP(b)U. Jednocześnie od 22 lipca do 13 grudnia 1930 był sekretarzem KC KP(b)U, od 22 lipca 1930 do 12 października 1932 członkiem Biura Organizacyjnego KC KP(b)U, od 13 grudnia 1930 do 12 października 1932 II sekretarzem KC KP(b)U, a od października 1932 do stycznia 1933 I sekretarzem Komitetu Obwodowego KP(b)U w Dniepropietrowsku. Od 1933 do 22 stycznia 1934 był sekretarzem Uralskiego Komitetu Obwodowego WKP(b), od 22 stycznia 1934 do kwietnia 1935 II sekretarzem Komitetu Obwodowego WKP(b) w Swierdłowsku, a od października 1935 do sierpnia 1937 przewodniczącym Komitetu Wykonawczego Północnej Rady Krajowej/Obwodowej.
10 sierpnia 1937 został aresztowany, 22 kwietnia 1938 skazany na śmierć przez Wojskowe Kolegium Sądu Najwyższego ZSRR i rozstrzelany. W grudniu 1955 pośmiertnie zrehabilitowany.